# Витля
Витля — деревня в Уржумском районе Кировской области в составе Лопьяльского сельского поселения.

## География
Находится на расстоянии примерно 22 километра на юг от районного центра города Уржум.

## История
Известна с 1802 года, когда здесь было учтено 26 ясашных душ (мужского пола). Находилась в составе Биляморской волости  (1 стан, по правую сторону Старо-Казанской коммерческой дороги, при речке Нусинке) Уржумского уезда  Вятской губернии.По другим источникам деревня основана в 1517 г. В 1873 году здесь было учтено дворов 29 и жителей 233, в 1905 78 и 405, в 1926 100 и 515 (269 мари), в 1950 30 и 111. ВВ 1905 г. находилась в составе Пилинской волости УУ. В 1989 году учтено 176 жителей.

## Население
Постоянное население составляло 170 человек (мари 81 %) в 2002 году, 133 в 2010.